# Spanische Grippe in Kärnten

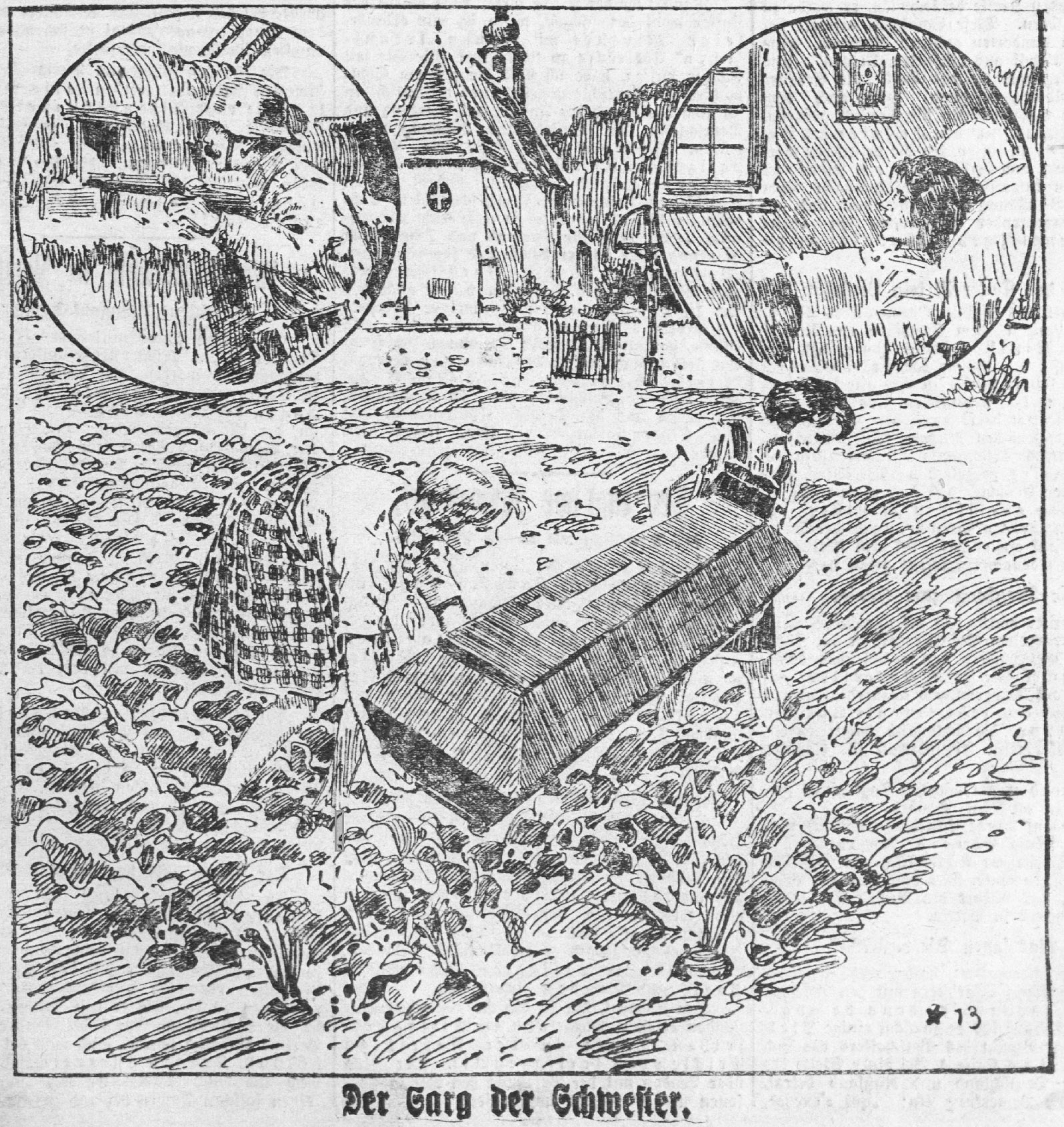
Vater im Krieg, Mutter im Krankenbett, Schwestern begraben die Schwester. Illustration der Illustrierten Kronen Zeitung zur Spanischen Grippe vom 2. Dezember 1918

Die Spanische Grippe war eine weltweite Influenza-Pandemie, die 1918 und 1919 auch in Kärnten mindestens 1.200 Todesopfer forderte. Die meisten Toten gab es während der Herbstwelle im Oktober und November 1918. Aufgrund des Ersten Weltkriegs und des Zerfalls von Österreich-Ungarn hatte die Bevölkerung bei der Bewältigung der Pandemie nahezu keine staatliche Unterstützung. Das Ausmaß der Krankheit in Kärnten lässt sich anhand von Einzelmeldungen nachzeichnen. Neben den existentiellen Erfahrungen als Frontland ist die Spanische Grippe als „Schwester des Krieges“ in der kollektiven Kärntner Erinnerung kaum mehr präsent.

## Keine validen Daten

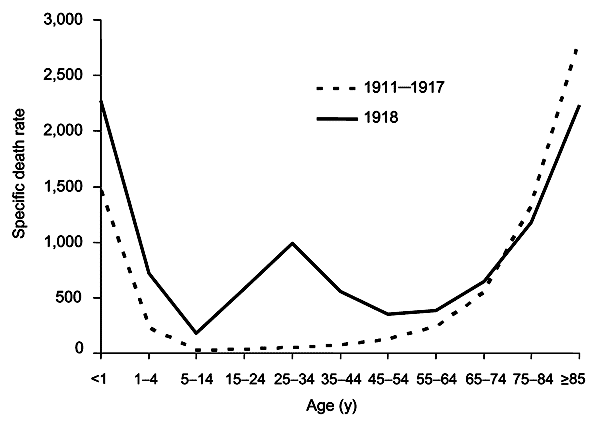
Gefährlich für Junge. Sterblichkeit nach Alter in den USA für 1911–1917 (gestrichelt) und das Jahr der Pandemie 1918 (durchgezogen)

Valide Zahlen für Infizierte und Todesopfer für Österreich-Ungarn liegen aus unterschiedlichen Gründen nicht vor. Durch den Weltkrieg waren die gesamten versorgungstechnischen und medizinischen Ressourcen der Monarchie gebunden. Eine statistische Erfassung der Opferzahlen war aufgrund fehlender Diagnosemethoden nicht möglich. Das Virus selbst war unbekannt und nicht nachweisbar. Offensichtlich waren vor allem die Symptom von Sekundärinfektionen mit Bakterien (Staphylokokken), die Lungen- oder Rippenfellentzündungen verursachen oder Superinfektionen. Eine Meldepflicht gab es nur in Ausnahmefällen zeitlich und örtlich begrenzt. Genaues Wissen über die Verbreitung fehlte. Man geht davon aus, dass der ungewöhnlich virulente Abkömmling des Influenzavirus weltweit für mindestens 25 Millionen, wahrscheinlich aber für knapp 50 Millionen Tote (bei einer Weltbevölkerung von etwa 1,65 Milliarden) verantwortlich war. Global betrachtet gab es rund doppelt so viele Tote wie durch den Ersten Weltkrieg. Bei direkt in den Krieg involvierten Staaten wie Österreich-Ungarn waren die Kriegsverluste weitaus höher.
In der Schweiz starben laut offizieller Statistik 24.449 Menschen an der Spanischen Grippe (0,62 Prozent der Bevölkerung), wobei man auch dort mangels ärztlicher Meldepflicht von einer großen Dunkelziffer ausgeht. Kriegsbedingt gab es nahezu keinen individuellen Reiseverkehr. Man ging davon aus, dass sich Soldaten im Kontakt mit feindlichen Soldaten an der italienischen Front angesteckt haben und vermutete anfangs eine Folge des Giftgaseinsatzes. Schätzungen der Opferzahlen für Deutschland belaufen sich auf etwa 426.600.
Aufgrund der Auflösung der bürokratischen Strukturen der Monarchie ist die Schätzung der Opferzahlen für die Nachfolgestaaten von Österreich-Ungarn noch schwieriger. Aktuell geht man davon aus, dass auf dem Gebiet der Republik Österreich bis 1919 fast 21.000 Menschen an der Spanischen Grippe starben. Rund 18.500 sind im Jahr 1918 verstorben und weitere 2.400 im Jahr 1919. Legt man diese Zahl proportional auf Kärnten um, gab es dort rund 1.200 Tote. Für Wien geht man für die Zeit vom 1. September bis 19. Oktober 1918 von mindestens 180.000 Erkrankten (bei 2,2 Millionen Einwohnern) und 3.125 Toten aus.
Die Erkrankung und hohe Sterblichkeit jüngerer Erwachsener wurde auch in Österreich beobachtet. Damals brachte man das mit einer möglichen Immunität der Älteren durch die sogenannte Russische Grippe (1889–1895) in Verbindung, von der man annahm, dass es sich um eine Influenza-Pandemie gehandelt habe. Nach heutigem Wissensstand könnte die Ursache auch eine stärkere Immunreaktion bei Jüngern gewesen sein. Erkannt wurde auch, dass ganz kleine Kinder ebenfalls wenig betroffen waren.

## Berichterstattung unter Militär-Zensur

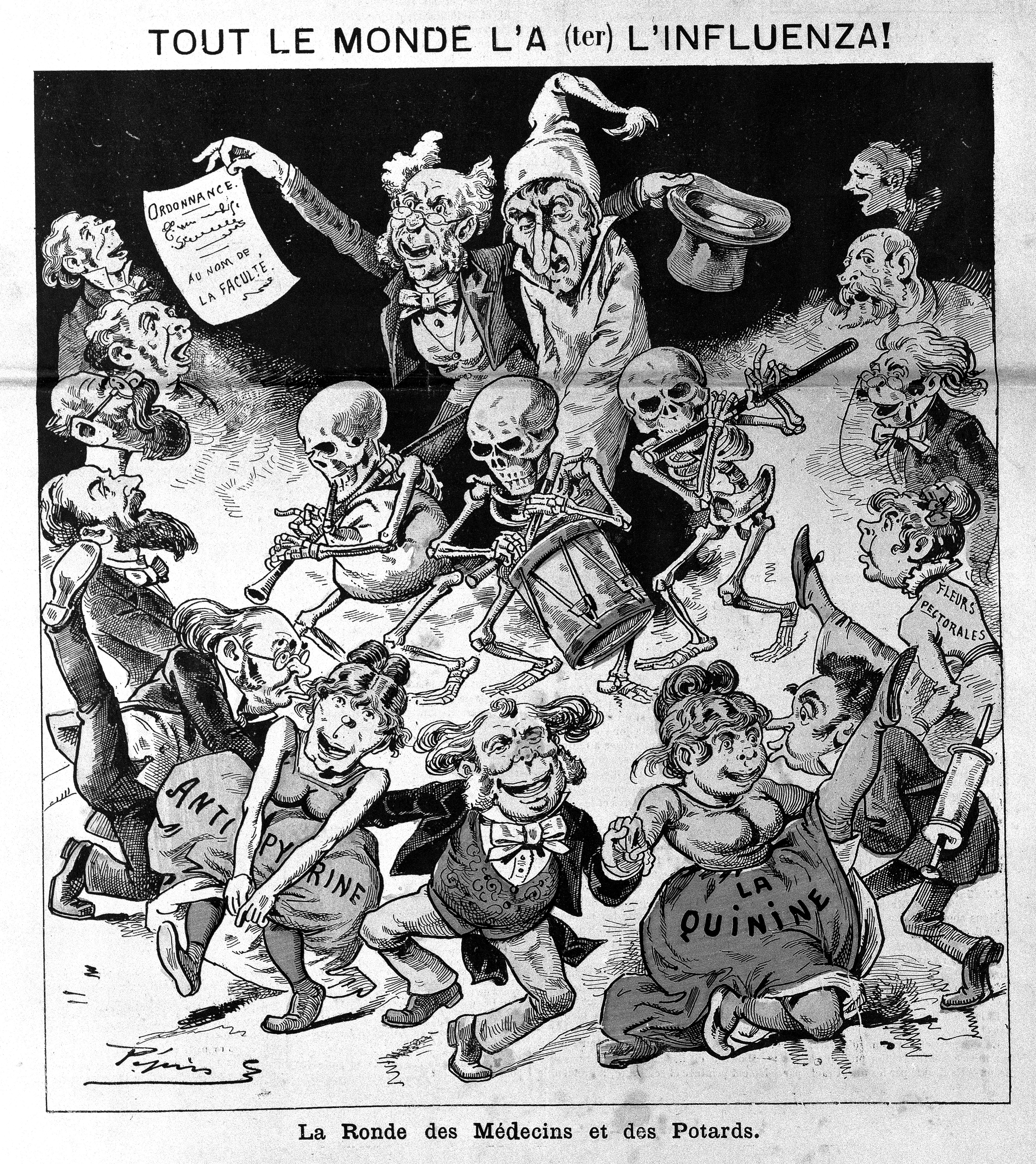
Alle Welt hat Influenza (Karikatur von 1893)

Die österreichisch-ungarische Kriegs-Zensur verhinderte eine zu detaillierte Berichterstattung über die Seuche. Der Name Spanische Influenza geht auf liberalere Zensur im neutralen Spanien zurück, bzw. auf den Umstand, dass der Monarch Alfons XIII. und ein Teil seines Kabinetts vom Fieber geschüttelt wurden.
Auf Basis von Erbgutanalysen geht man heute davon aus, dass das Virus im US-Bundesstaat Kansas seinen Ausgang nahm, wo ein Vogelgrippe-Virus über Schweine zum Menschen übergesprungen war. Mit den amerikanischen Truppentransporten im Weltkrieg gelangte das Virus nach Europa. In der amerikanischen Kriegspropaganda machte man damals das Deutsche Kaiserreich dafür verantwortlich, das beschuldigt wurde, vergiftete Lebensmittel-Konserven oder kontaminierte Aspirin-Tabletten geliefert zu haben.
Durch die Zensur des k.u.k. Kriegsministeriums sind die Zeitungsartikel in der Frühphase allgemein gehalten und kurz. Der Fokus der Berichte lag auf jenen, die zwar einen heftigen und kurzen Krankheitsverlauf hatten, aber bald wieder gesund wurden. Wenn von Toten die Rede ist, dann nur im Ausland. Im Oktober und November 1918 endet die Geheimhaltung und die Berichterstattung der Zeitungen über die Spanischen Grippe. In der Phase des Zerfalls des Staates und der damit verbundenen Einstellung der Zensur wurden die Zeitungsartikel deutlich umfangreicher und beschrieben Schicksale. Auch private Todesanzeigen wurden möglich. Bis 1927 waren Printmedien die einzige Möglichkeit, die Kärntner breit zu informieren. Erst dann kam das Radio.
Historische Epidemien, die Influenza wurde auch als ‚Blitzkatarrh‘ bezeichnet, wurden selten angesprochen. Im Zuge von Gerüchten über Engpässe bei der Bestattung am Wiener Zentralfriedhof, erschien in mehrere Zeitung ein Bericht über
die Grippe im Jahr 1838, die in Aufzeichnungen der Pfarrchronik des Stiftes Tepl in Westböhmen dokumentiert ist. Damals starben bis zu 15 Menschen am Tag. „In London und Paris war die Sterblichkeit so groß, dass die Zahl der Totengräber und der Raum der Friedhöfe nicht mehr hinreichte.“
Historische Zusammenstellungen über die Geschichte der Grippe wie jene, die 1857 in mehreren Zeitungen erschien, waren augenscheinlich unerwünscht.

## Sterbebücher als Quelle
Zentrale Sterberegister gab es auch vor dem Krieg nicht, daher muss auf die lokalen Sterbebücher der Pfarren zurückgegriffen werden. Krankheiten sind (meist) in der Spalte „Krankheit und Todesart“ angeführt, allerdings nicht standardisiert. Die Qualität der Einträge hängt von der Diagnose des zuständigen Gemeindearztes bzw. des buchführenden Pfarrers ab. Die „Todesarten“ für Opfer der Spanischen Grippe sind beispielsweise „Grippe“, „Spanische Grippe“, „Spanische Krankheit“, „Lungenentzündung“, „Grippe, Lungenentzündung“ oder „Spanische Grippe und Lungenentzündung“, „Lungentuberkulose“ oder „Pneumonia (span. Grippe)“. In den slowenischen Sterbebüchern heißt die Krankheit „Španska bolezen“, „Vnjetje pljuč“, „Hripa in pljučnica“, „Influenca pljucnica“ oder einfach „Hripa“.
Über die Toten der meisten Kärntner Ortschaften gab es keine Zeitungsberichte. Hier sind die Sterbebücher die einzige Quelle. Exemplarisch einige eher abgelegene Dörfer: St. Lorenzen in der Reichenau (ca. 8 Tote), Kaning (2 Tote),  Maria Luggau (1 Tote), St. Margareten im Rosental (ca. 8 Tote) oder Zell (ca. 15 Tote).

## Unbekannte Verbreitungswege

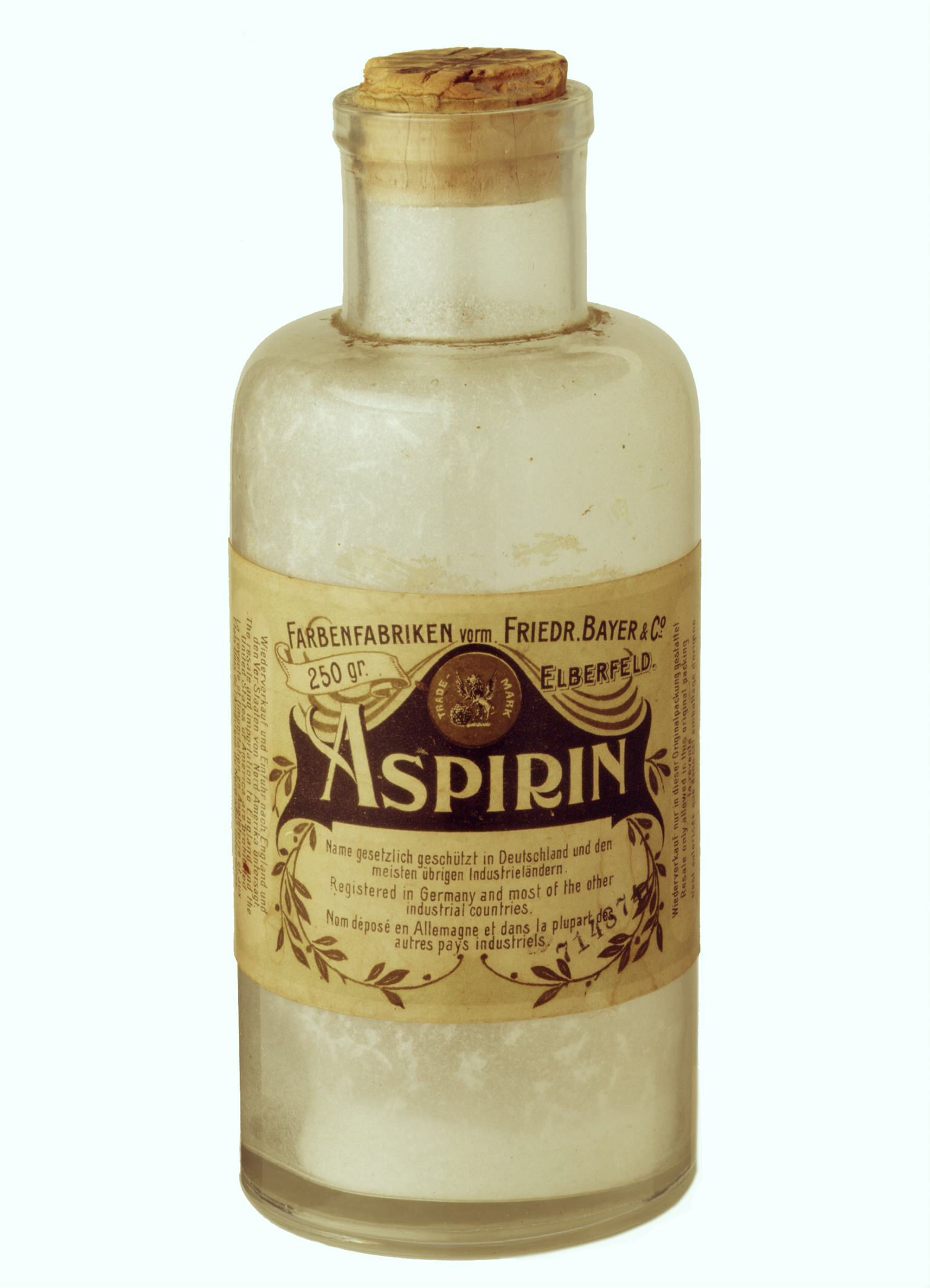
Aspirin galt als „Wundermittel“, war aber wegen des Exportverbots des Deutschen Reichs kaum erhältlich

Kriegsbedingt waren Geschäftsreisen oder Tourismus keine relevanten Verbreitungswege. Hauptüberträger (Superspreader) waren Soldaten auf Heimaturlaub bzw. später Kriegsheimkehrer oder durchziehende Soldaten nach Kriegsende und vor allem auch heimkehrende Kinder aus weiterführenden Schulen. „Zahlreich sind auch die Fälle unter den Militärpersonen und noch zahlreicher in der Schule.“ Beispielsweise das Stiftsgymnasium St. Paul im Lavanttal mit großem überregionalen Einzugsgebiet wurde trotz 128 erkrankter Schülern weitergeführt. Selbst wenn die Schulen gesperrt wurden, war es viel zu spät. Aus Völkermarkt wurde berichtet: „Die meisten Studenten, die von Klagenfurt infolge Sperrung aller Schulen nach Hause gekommen sind, liegen nun selbst erkrankt darnieder.“ Unter den Kranken und Toten waren auch Kriegsgefangene, die in der Landwirtschaft Zwangsarbeit leisten mussten. Einige nahmen nach Kriegsende die Krankheit aus Kärnten in ihre Heimatländer mit.
Man wusste über die hohe Ansteckung der Krankheit, sah aber keine Möglichkeit, Versammlungsverbote, Isolierung oder Meldepflichten durchzusetzen. Ein Lockdown galt als unmöglich. Die Schließung von Versammlungsorten oder Schulsperren erfolgten dezentral, zögerlich oder gar nicht, je nach Ermessen der örtlich Zuständigen. Die ohnehin leidgeprüfte Wirtschaft war strikt dagegen wie z. B. die Kinobesitzer. Auch von Privaten wurden offene Kaffee- und Gasthäuser gefordert, da dort geheizt war. Zeitungen forderten, wie in St. Veit, Schulsperren. In Klagenfurt waren um Allerheiligen 1918 zwar die Schulen gesperrt, nicht aber Theater oder Kinos. Das Stadttheater Klagenfurt wurde schließlich doch für 12 Tage gesperrt.
Behördliche Verhaltensanleitungen via Kundmachungen oder Anzeigen in Tageszeitungen erfolgten nicht. Verweise auf die Wichtigkeit hygienischer Maßnahmen wie Händewaschen gab es nur sehr selten, Erläuterungen zum Selbstschutz fast nie.
Durch den Zerfall der österreichisch-ungarischen Monarchie gibt es keine offiziellen Stellungnahmen der Behörden zur Pandemie. Mitten in der Herbstwelle 1918 erfolgte am 12. November die Ausrufung der Republik Deutschösterreich. Die verbleibende Infrastruktur, wie die Eisenbahn (für Krankentransporte) litt stark unter den Personalausfällen durch die Grippe. Die Lokalbahnen waren auch notwendig, damit sich die hungernden Städter mit Lebensmitteln bei den Bauern eindecken konnten, was nicht immer legal erfolgte. Aus dem Gailtal wird berichtet, dass an der Grippe niederliegende Bauernfamilien ihre Felder des nachts nicht bewachen konnten, weshalb sie stark geplündert wurden. Plündern war ein lebensgefährliches Unterfangen, da durch den Krieg jeder, der wollte, Zugang zu Waffen hatte und die Polizei nur bedingt einsatzbereit war.
Aus der großen Anzahl der Zeitungsartikel scheint Unterkärnten anfangs stärker betroffen gewesen zu sein, was aber auch von der räumliche Nähe zu den Zeitungsredaktionen in Klagenfurt abhängen könnte. Später im Herbst 1918 werden Krankheitsfälle aus Oberkärnten berichtet. Über abgelegene Gegenden in Kärnten bzw. im heutigen Südtirol wurde erst spät berichtet. Der zeitliche Ablauf der Pandemie in der Steiermark war jenem in Kärnten sehr ähnlich.

## Keine Heilmittel
Das Ministerium für Volksgesundheit rechnete schon im August 1918 mit einer Einschleppung der Krankheit aus der Schweiz. Österreich-Ungarn appellierte an das verbündete Deutsche Reich die Exportverbote zu lockern und auch nach Österreich Aspirin und fiebersenkende Mittel zu liefern. Das Rote Kreuz konnte Aspirin allerdings nicht in ausreichenden Mengen zur Verfügung stellen. Aus Deutschland erhielt man 4.500 kg Aspirin. Geplant war eine rationierte Verteilung über Apotheken, um Hamsterkäufe und Schleichhandel zu verhindern. Das gelang vorerst nicht. Einzeltabletten wurden um 1 Krone das Stück in Gaststätten verkauft. Zum Verbot des freien Verkaufs kam es erst in der Republik im März 1920. Alkohol galt in der Bevölkerung als mögliches Heilmittel, war aber aufgrund der hohen Kriegssteuern ein Luxusgut und unerschwinglich. In Printmedien wurde wenig über Hausmittel geschrieben. Ein Priester aus dem Seeland hatte sich bei den oftmalig notwendigen Versehgängen (Hausbesuchen) während der Pandemie angesteckt, weil in der Römisch-katholischen Kirche das Sterbesakrament sehr wichtig ist. Er berichtete in einer Klagenfurter Mädchenzeitung, dass er in drei Stunden drei Tassen kuhwarme Milch, jeweils mit einem „Esslöffel voll zerriebenen Schießpulvers“ bekommen habe, was ihn am Folgetag fieberfrei gemachte hätte. Auch Umschläge mit Essig-Tüchern sollten ihm geholfen haben.

## Erste Welle Sommer 1918 in Kärnten
Während der Zeit, die als erste Welle der Epidemie bezeichnet wird, gibt es in Kärnten nahezu keine Grippe-Erkrankungen, die der Spanischen Grippe zugeschrieben wurden. Es ist aber sehr wahrscheinlich, dass die Influenza durch Fronturlauber schon damals vereinzelt in die Heimatorte mitgebracht wurde. In der Tagespresse wird über Grippefälle in anderen Ländern berichtet, in Kärnten spricht man erstmals Ende August von der „Spanischen Grippe“. Von Toten wird nicht geschrieben. Bei der Berichterstattung muss berücksichtigt werden, dass die Zeitungen kriegsbedingt der Militär-Zensur unterstanden.
22. Juni
Erster Bericht über die Spanische Krankheit in Innsbruck (47 Fälle) und Wien. Symptome werden zwar als ernst aber nicht tödlich beschrieben. Als wichtigstes Medikament gilt Aspirin. Die Influenza wird als sehr ansteckend beschreiben. „Es scheint, dass die ‚Spanische Krankheit‘ mit den Südwinden in die nördlichen Länder getragen wurde.“ Es wird an eine Grippeepidemie 1868 erinnert, die in Trient ihren Ausgang nahm und es kein Haus ohne Kranke gab. Zwei Tage später heißt es aus Innsbruck, die ‚Kripp‘ nehme weiter stark zu.
1. Juli
Das Neue Wiener Tagblatt berichtet. In Deutschland gibt es Krankheitsfälle in Berlin, Nürnberg und Hessen. Paris und Genf sind stark betroffen und London hat sich „in eine einzige Krankenstube verwandelt“. Es wird an die Epidemie von 1889 erinnert, insgesamt glaubt man auf ärztlicher Seite, dass sie schneller wieder verschwinden werde, „ohne bedenkliche Folgen zu hinterlassen.“ In Paris wurde spekuliert, ob die Krankheit nicht vom deutschen Giftgas kommt.
4. Juli
Erste Zeitungsmeldung in einer Kärntner Tageszeitung. Die Spanische Krankheit breitet sich im ganzen Reich aus. In Berlin gibt es 3.000 Betroffene. In Karlsruhe, Mannheim und Ludwigshafen ist ein Drittel der Bevölkerung angesteckt. Es heißt „Die Krankheit nimmt allgemein einen gutartigen Verlauf; ernste Fälle gehören zu den Seltenheiten.“ Aus Wien wird berichtet, dass die Krankheit mit Soldaten aus Tirol in die Stadt kam. Neben den, in der Freie Stimmen angeführten Städten, weiß man hier von Infektionen in Bonn, Koblenz, im Saargebiet sowie im Osten um Danzig.
27. Juli

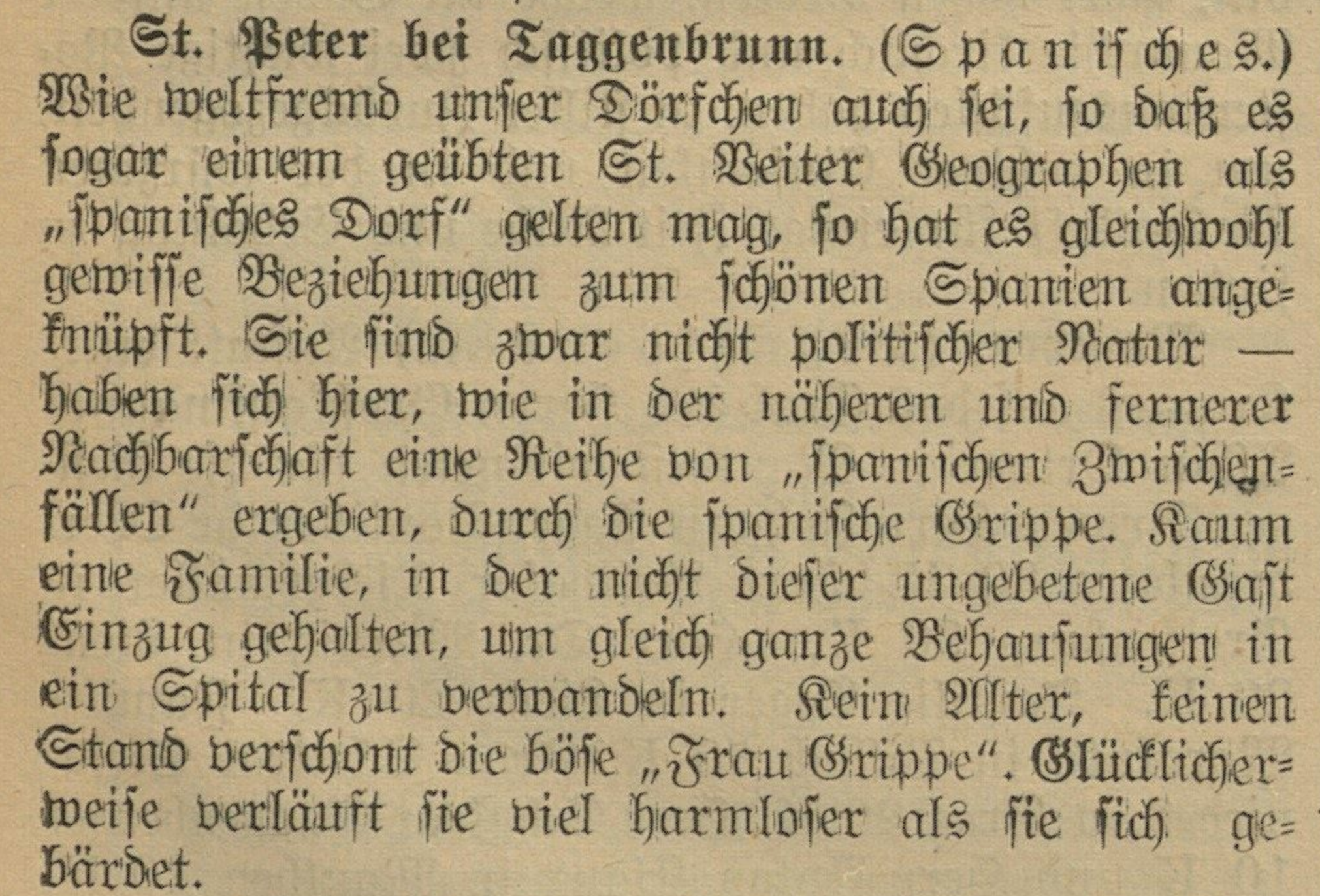
Ein sehr früher, unernst formulierter Zeitungsbericht über Taggenbrunn bei St. Veit vom 31. August 1918

In der Schweiz waren bis Mitte Juni 11.500 Soldaten angesteckt, wovon 6.800 in Behandlung waren und etwa 110 gestorben sind. Der Bundesrat ordnet an, dass alle Ansammlungen von Menschen verboten werden. In der österreichischen Bevölkerung gibt es Gerüchte, dass die Lungenpest in der Schweiz ausgebrochen sei, weshalb eine „strenge“ Grenzsperre verfügt wurde. Eine Untersuchung ergab, dass die eitrige Lungenentzündung von der Spanischen Grippe verursacht wurde, weshalb man die Grenzsperre wieder aufhob.
31. August
Ein früher noch unernst formulierter Bericht in der „Kärntner Zeitung“ erwähnt die Krankheit in Taggenbrunn, Pfarre St. Peter bei Sankt Veit an der Glan. Es heißt, dass es kaum eine Familie gibt, bei der nicht die Spanische Grippe einzog, „um gleich ganze Behausungen in ein Spital zu verwandeln. Kein Alter, keinen Stand verschont die böse Frau Grippe. Glücklicherweise verläuft sie viel harmloser als sie sich gebärdet.“ Das erste im Sterbebuch explizit der Spanischen Grippe zuordenbare Todesopfer, war ein Kleinkind, das Mitte Oktober an „Spanischer Grippe und Lungenentzündung“ verstarb. Ab Ende Oktober forderte die Grippe in der Pfarrgemeinde St. Peter mindestens 12 Todesopfer. Aber auch Tote durch die Ruhr sind zu beklagen.

## Zweite Welle „Herbstwelle“ 1918 in Kärnten
Während der zweiten Welle in den letzten Wochen des 1. Weltkriegs und nach Kriegsende sind in Kärnten die meisten Todesfälle zu verzeichnen.

### Oktober 1918
3. Oktober

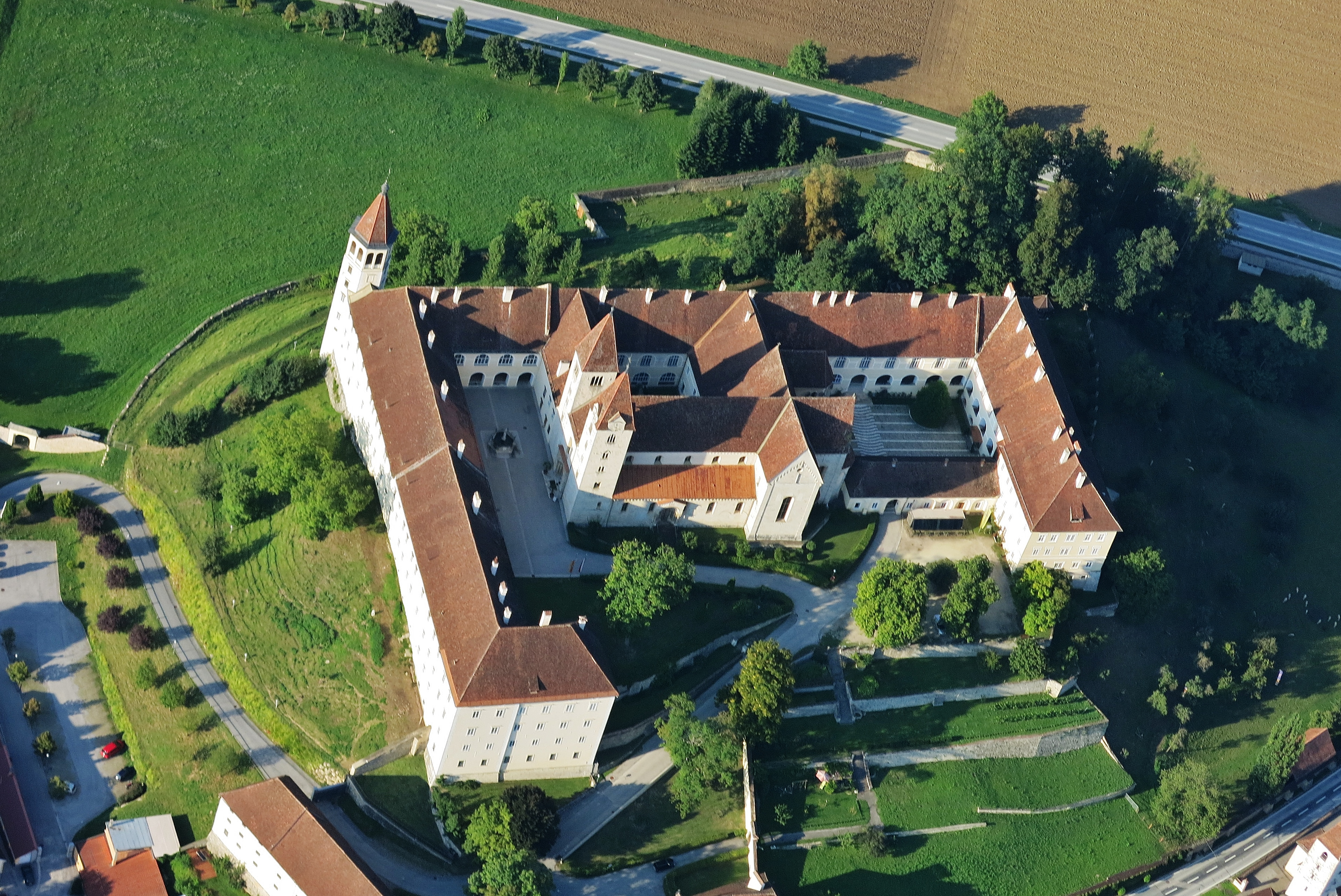
Im Stiftsgymnasium St. Paul sind im Oktober 1918 133 Personen erkrankt

In der Gegend von Wolfsberg sind mehrere Familien betroffen, insbesondere ein Gasthaus und eine Bäckerei in St. Jakob. Aus Budapest wurde gemeldet: „Mehr als 100.000 beträgt die Zahl der Erkrankungen, von denen viele einen tödlichen Ausgang nehmen.“
5. Oktober
Frühe Meldungen über Tote gab es in Wiener medizinischen Fachzeitschriften, Informationen, die der breiten Kärntner Bevölkerung kaum zugänglich waren. Während in Wien üblicherweise monatlich rund 50 Tote durch Lungenentzündung zu beklagen sind, waren es in der ersten Septemberhälfte bereits 112.
In Kärnten wird aus St. Sebastian bei Sankt Georgen am Längsee berichtet, dass die Spanische Grippe wütet. In Launsdorf ist jetzt auch die Ruhr aufgetreten, die schon ein Todesopfer forderte.
8. Oktober

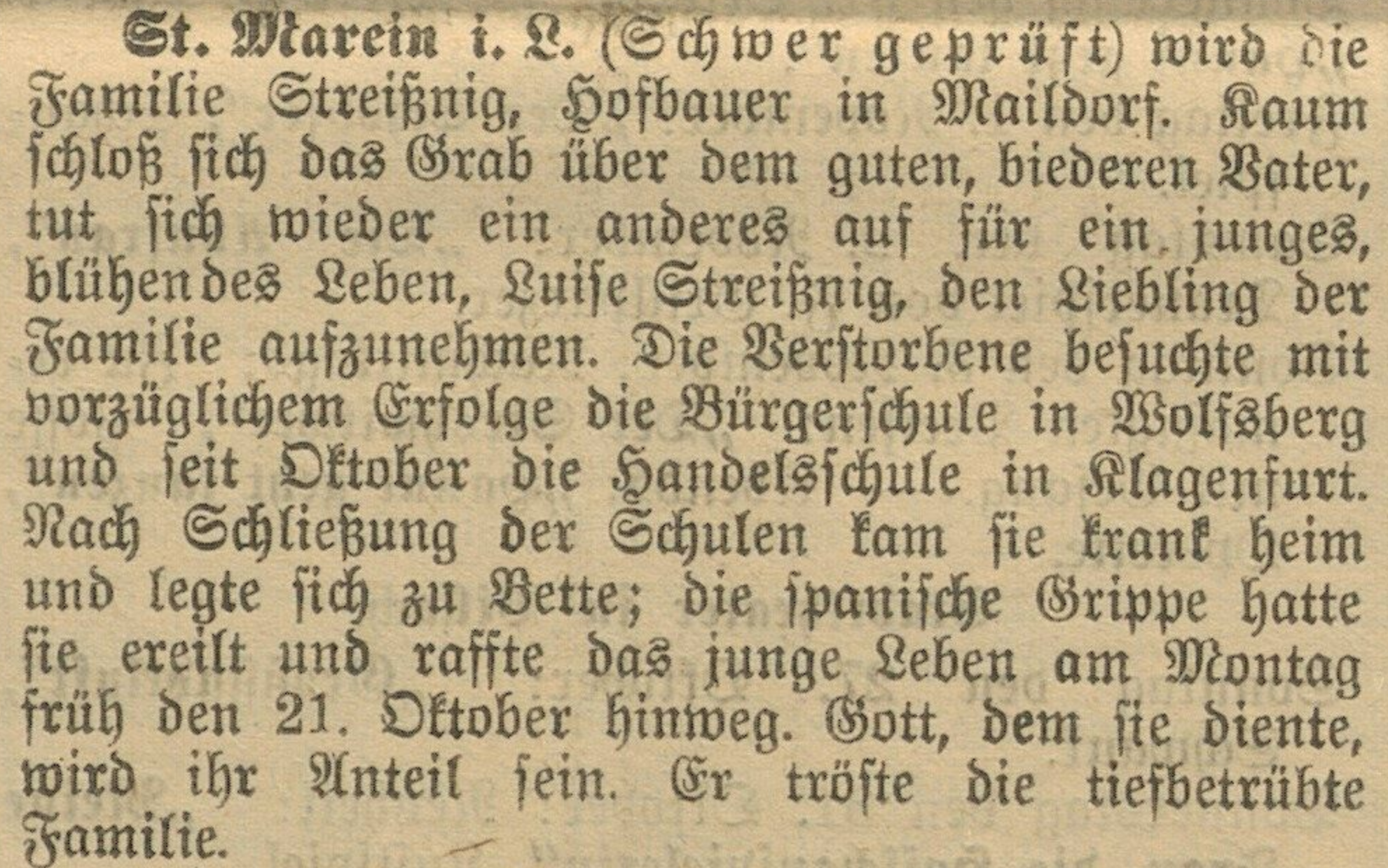
Beispiel für einen Bericht vom 27. Oktober 1918 aus St. Marein

In Wien sperrt man aufgrund der vielen Erkrankungen vorerst für acht Tage die Volks- und Bürgerschulen. Mittelschulklassen werden geschlossen, wenn mehr als 15 % an Grippe erkrankt sind. Die Meldepflicht für die Krankheit in Wien wird eingeführt und ein Notspital eingerichtet.
10. Oktober
In der vierten Septemberwoche starben in Wien 199 Personen, um 87 mehr als die Woche davor. Besonders Favoriten ist betroffen. Städtische Großbetriebe kämpfen mit Personalausfall. Ein Amtsarzt weist anonym auf das Fehlen (der ohnehin rationierten) Milch als wichtiges Nahrungsmittel für Kranke und vor allem auf die fehlenden Krankenhausbetten in Wien hin. In Niederösterreich werden sämtliche Theater und Kinos gesperrt.
18. Oktober
In Klagenfurt und Umgebung „ist fast keine Familie mehr, in welcher nicht mindestens ein oder zwei Mitglieder von diesem mitunter ernst verlaufenden Leiden befallen sind.“ Die Krankheit verbreitet sich in Spittal an der Drau „in immer größerem Maße“. Die Schulen werden eine Woche geschlossen. Auch in Pisweg im Gurktal ist die Spanische Grippe „schon in einzelne Familien eingekehrt“.
20. Oktober

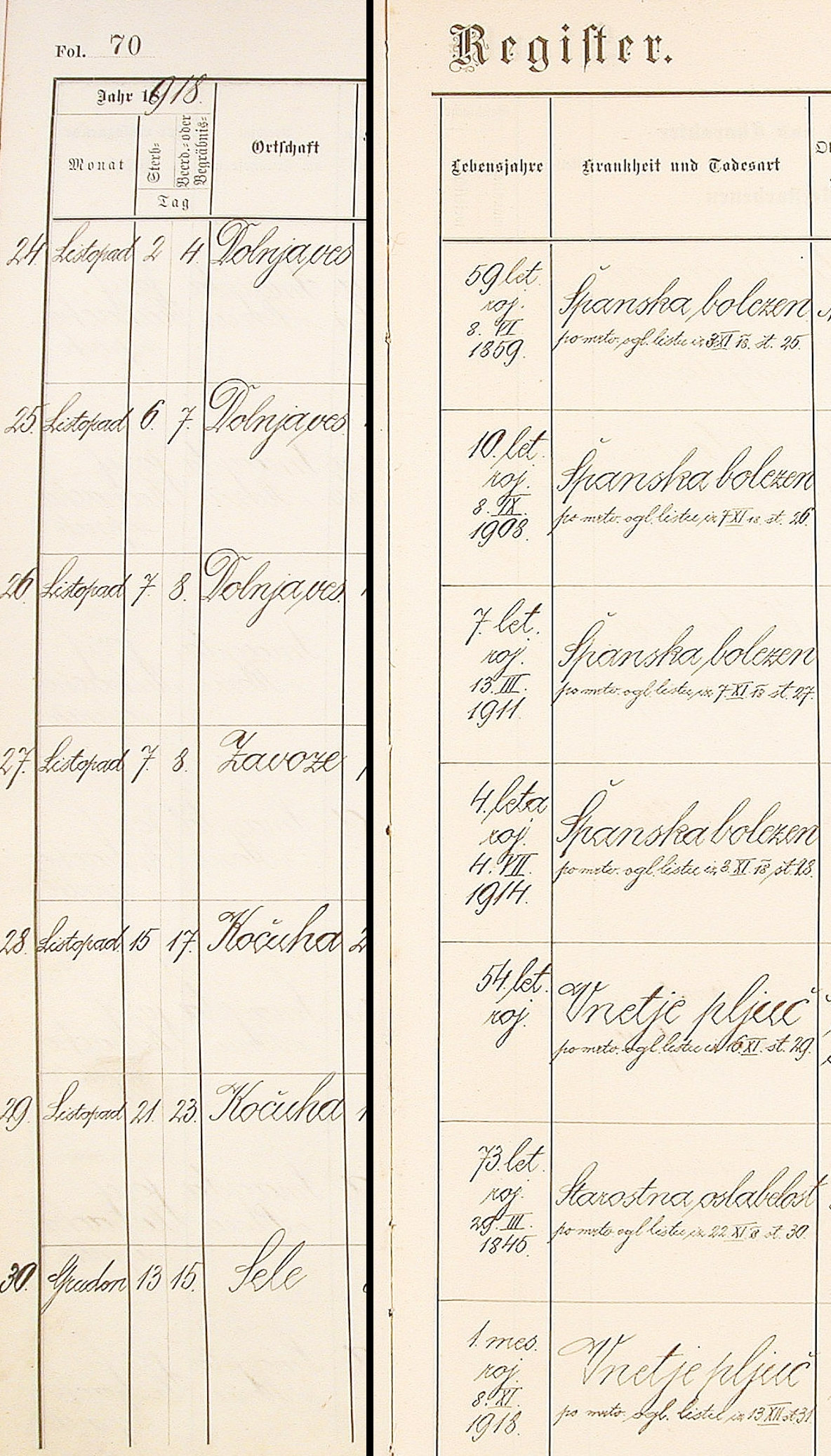
In der letzten Oktoberwoche 1918 sterben in Sankt Margareten im Rosental vier Personen an Spanischer Krankheit bzw. zwei an Lungenentzündung

In Villach sind in der ersten Oktoberhälfte mindestens 10 Personen an der Grippe gestorben. Ab 17. wurden sämtliche Horte, Kindergärten und Schulen bis auf weiteres geschlossen. In St. Martin bei Villach gibt es nur mehr wenige Häuser ohne Kranke aber noch keine Toten. Die Schulen werden bis Allerheiligen geschlossen. Aus Capodistria im Küstenland (heute Koper) wurde gemeldet, dass die Mitglieder einer ganze Familie verstorben sind.
21. Oktober
Im Stiftsgymnasium St. Paul im Lavanttal wurde vom 21. Oktober bis 5. November mit einem Notstundenplan unterrichtet. „Fünf Professoren und 128 Schüler, darunter 86 interne, wurden von der Krankheit ergriffen.“ Trotzdem kam es zu keiner Schließung.
22. Oktober
Fast jedes Haus in Klagenfurt ist betroffen. In der zweiten Oktoberwoche gab es 23 Tote, in der aktuellen schon 26. Man hat aber wegen der fehlenden Meldepflicht keine genauen Zahlen, weiß aber um die hohe Ansteckungsgefahr. Gesprächsstoff in Klagenfurt war die Entdeckung, dass an Grippe verstorbene Soldaten nackt im Sarg lagen. Leichenfledderer hatten ihnen das Letzte genommen.
In Eberstein greift die Grippe „verheerend um sich. Die Leute sind unterernährt und nicht widerstandsfähig.“
Jetzt werden auch in Wien alle Vergnügungslokalitäten (Kinos, Theater, Versammlungslokale) aber auch Kirchen gesperrt.
25. Oktober
In Wien gibt es wöchentlich ca. 1.000 Tote durch die Grippe. Der Schleichhandel mit Aspirin blüht. In Klagenfurt ist der Schriftsteller, Theologie-Professor und Führer der Christlichsozialen Partei Franz Sommeregger verstorben. In Budapest gab es in der ersten Oktoberhälfte 14.796 Tote. Nun werden auch in den ungarischen Provinzstädten Theater, Kinos und Vergnügungsstätten gesperrt.
26. Oktober
Aus Völkermarkt wird berichtet: „In ganz erschreckender Weise treten in unserer Stadt die Erkrankungen an spanischer Grippe auf, so dass in den meisten Häusern eine oder mehrere Personen davon befallen und schon einige Todesfälle zu verzeichnen sind.“ Die Krankheit betraf auch russische Kriegsgefangene. „Viele Schwererkrankte mussten nach Klagenfurt ins Spital geschafft werden.“
27. Oktober
In Velden am Wörthersee wurde die Volksschule wegen der Seuche gesperrt. Auch den Oberlehrer hatte es erwischt. In St. Marein im Lavanttal wird von der Familie Streißnig, Hofbauer in Maildorf berichtet, wo der Vater und Tochter starb, die die Krankheit aus der Handelsschule in Klagenfurt mitgebracht hatte.
In Wien gab es Gerüchte, „dass auf den Wiener Friedhöfen mangels an Personal sowie infolge der hohen Sterblichkeitsziffer ungezählte Leichen tagelang in der Aufbahrungshallen der Friedhöfe liegen“. Die Gerüchte werden als übertrieben bezeichnet, aber es wird eingeräumt, dass es wegen der vielen in den Krieg Eingezogenen schwer ist, einen geordneten Beerdigungsdienst zu betreiben. Kriegsgefangene wurden eingesetzt und letztlich auch das Militär aufgefordert zu helfen. Im Zuge dieser Gerüchte tauchte in mehreren Zeitungen ein Bericht über die Grippe im Jahre 1838 auf, über die es Aufzeichnungen in der Pfarrchronik des Stiftes Tepl gab.
29. Oktober
In Wien stieg die Zahl der Tagesfälle an Grippe in den fünf Wochen ab 8. September von 77 auf 121, 227, 364 und zuletzt 814. Nur 2.600 Betten stehen für die Zwei-Millionen-Stadt zur Verfügung. Veranstaltungsorte sind gesperrt, jetzt auch in Niederösterreich. In Völkermarkt sind eine Frau und ein Soldat gestorben.
30. Oktober
In Glanegg tritt die Grippe „von Tag zu Tag stärker auf, fast in jedes  Gehöft ist dieser unheimliche Gast schon eingekehrt.“ Gerade wurde der Organist und Chormeister zu Grabe getragen.
31. Oktober
Aus Friesach heißt es, die Spanische Grippe hat sich „hier und in der Umgebung besonders auf den Bauernhöfen, stark verbreitet, sogar schon einige Todesopfer gefordert.“ In Wien verstarb der damals noch wenig bekannte Maler Egon Schiele, heute das prominenteste österreichische Grippe-Opfer. Seine Frau war ein paar Tage vor ihm gestorben. In der Liste der in Klagenfurt in der zweiten Oktoberhälfte Verstorbenen finden sich 13 Grippe-Fälle.

### November 1918
Das ohnehin kaum vorhandene gesamtstaatliches Seuchenmanagement wird durch den Zerfall Altösterreichs Ende Oktober 1918 durch die Gründung der Tschechoslowakei, des SHS-Staates und des Staates Deutschösterreich und den Abfall Galiziens, der Austritt Ungarn aus der Realunion per 31. Oktober 1918 völlig unmöglich.
1. November
In St. Salvator (Friesach) gibt es in fast jedem Haus der Pfarre Kranke und in den letzten vier Tagen vier Todesfälle. Es ist auch der Besitzer des vulgo Neubauer-Gutes in Stegsdorf dabei, dessen Frau auch krank darniederliegt. In Millstatt ist der Zimmermeister vulgo Staudacher verstorben. In der Pfarre Millstatt gab es mindestens sieben weitere Opfer. Im Sterbebuch sind die Angaben über die Todesursachen „Grippe“, „Lungenentzündung“ und „Lungentuberkulose“ angeführt. In Klagenfurt waren zwar die Schulen bereits gesperrt, nicht aber Theater oder Kinos. Der Musikdirektor Leo Dobrowolni, Leiter des Musikvereins für Kärnten ist an der Grippe gestorben.
5. November

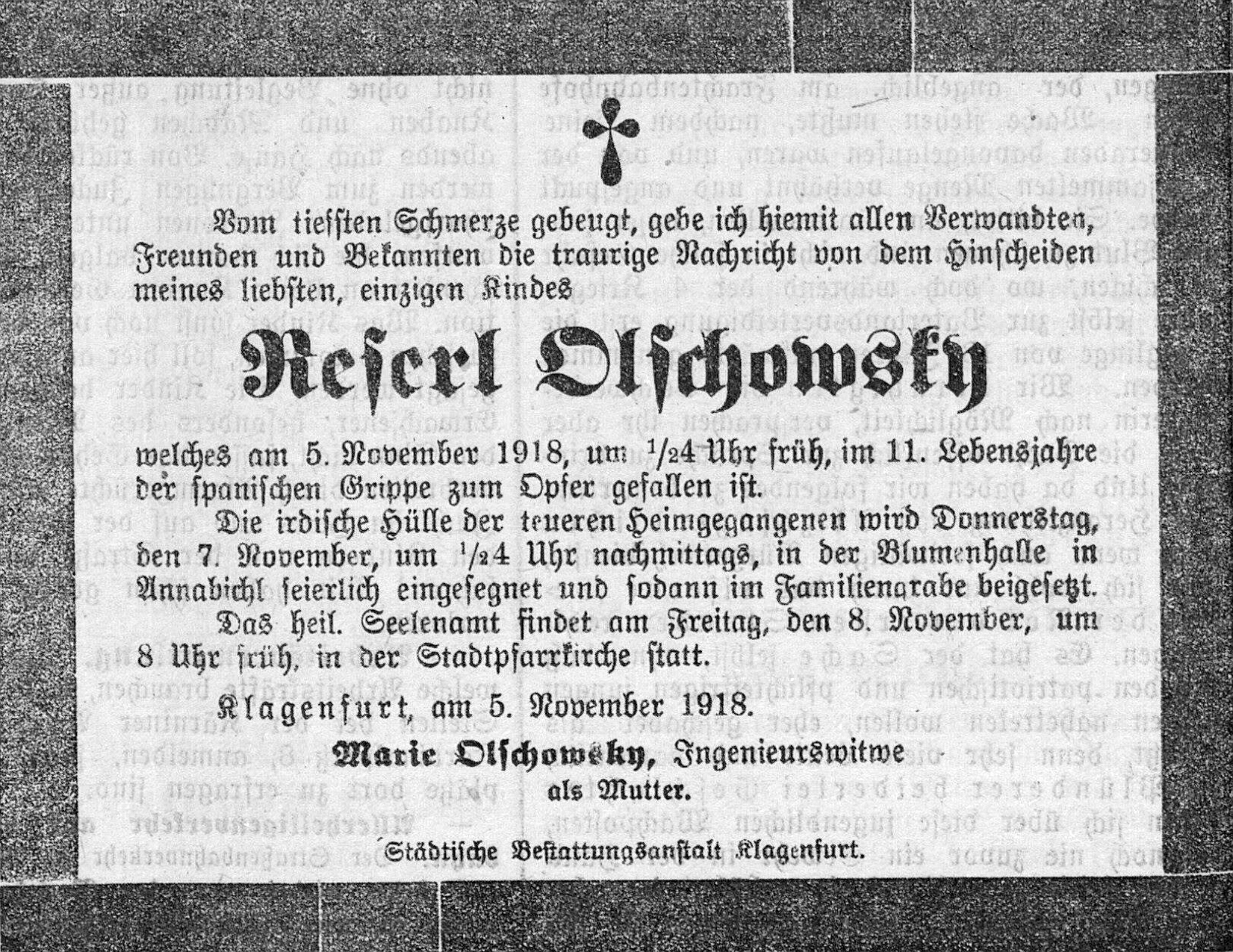
Nach Kriegsende sind im November 1918 wieder private Traueranzeigen möglich

Aus Völkermarkt heißt es: „Die Erkrankungen an Spanischer Grippe nehmen unter der Stadtbevölkerung derart überhand, dass es schon ganz unheimlich zu werden beginnt. Junge Leute, die gesund und kräftig vor 14 Tagen noch einem verstorbenen Freunde das letzte Geleite gegeben haben, liegen heute, von dieser Seuche dahingerafft, selbst im Grabe.“ Es werden eine Menge Tote namentlich aufgezählt.
In Kraig ist der vulgo Höflinger gestorben und bald darauf auch die Kuhmagd, das neunte Opfer in der Gemeinde.
In der Schulchronik der Volksschule Seeboden wurde festgehalten, dass der Unterricht erst nach einer Sperre von zwei Wochen wieder aufgenommen werden konnte. Wegen Truppendurchzügen herrsche im Ort eine gewisse Unruhe. Auch von österreichischen Kriegsgefangenen wird berichtet, die zwar den Krieg überlebt aber dann an der Grippe starben. Laut Pfarrchronik Lieseregg (1918) fordert die Spanische Grippe in Seeboden 15 Todesopfer. Die Seebodner Katastralgemeinde Treffling war weniger betroffen. Vier Personen starben dort. Die Schule war vom 5. bis 21. November wegen geschlossen.
8. November
Aus Wien wird berichtet, dass die Grippe „nahezu ganz abgeflaut“ sei. Neuinfektionen gibt es nur durch heimkehrende Soldaten.
10. November
In Möllbrücke starb eine Sattlermeistergattin. Am 11. November kam der offizielle Waffenstillstand.
13. November
In Seeboden am Millstätter See wurde eine Fabriksarbeiterfamilie schwer vom Schicksal heimgesucht. Der Mann und älterer Sohn fielen im Krieg, die Mutter verstarb mit dem jüngeren Kind an der Grippe. In Winklern im Mölltal starb ein ungarischer Trainsoldat sowie ein Bauernsohn an der „Spanischen“. Von vielen nach Norden ziehenden Kriegsheimkehrern wird berichtet, die sich, was nicht selbstverständlich war, friedlich verhalten hätten. In Annabichl verstarb ein Gendarm. In Steuerberg fiel ein polnischer Kriegsgefangener knapp vor seiner Rückkehr in die Heimat „der tückischen Grippe zum Opfer“. In Dürnstein bei Friesach hat sich die Grippe „mit außerordentlicher Heftigkeit eingestellt und fordert fast täglich Todesopfer.“
15. November

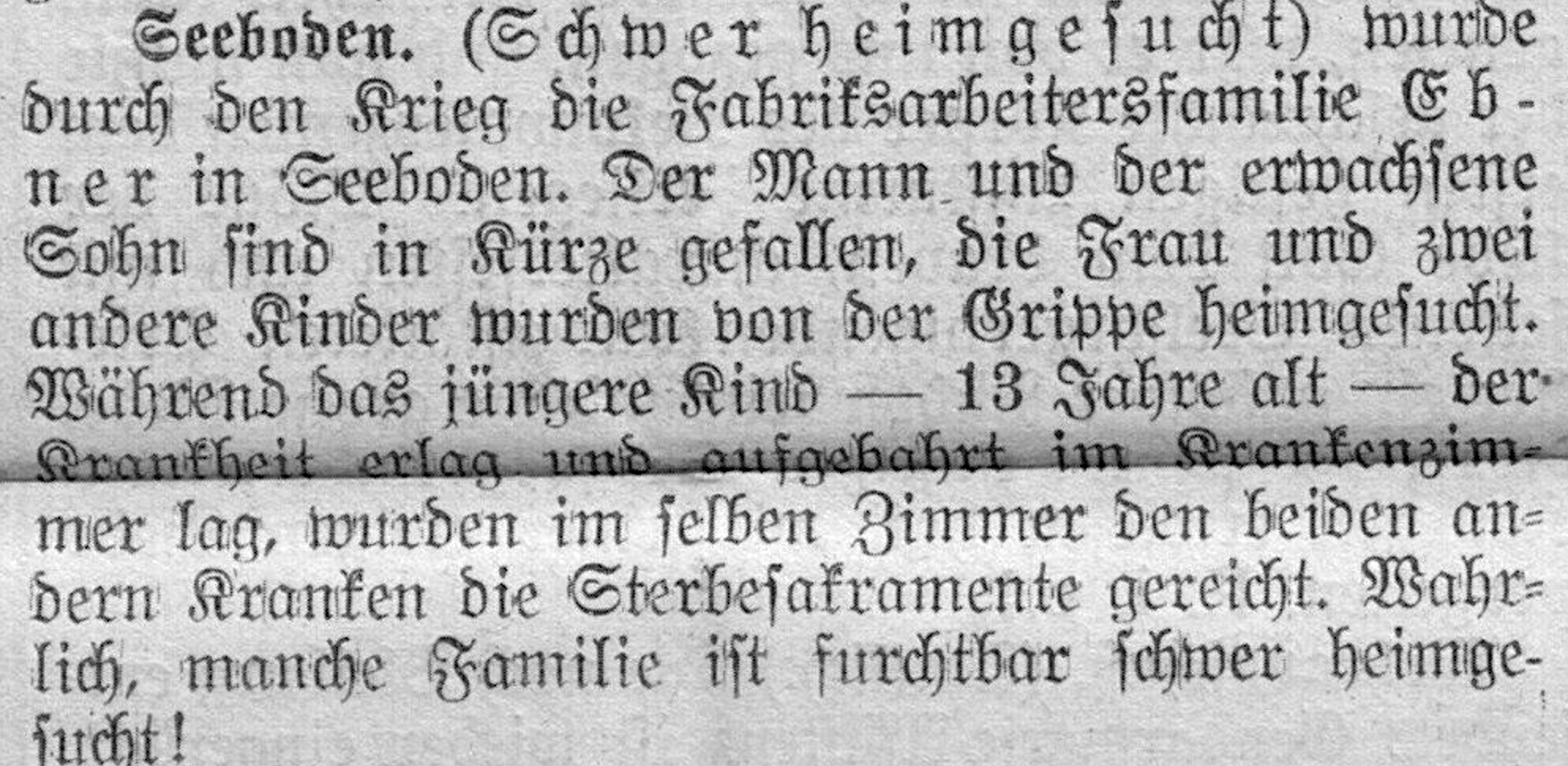
In Seeboden wurde eine Familie durch Krieg und Grippe ausgelöscht

In St. Filippen ist eine Lehrersgattin an der Grippe gestorben. Der Konflikt mit dem Königreich Jugoslawien um Gebiete in Unterkärnten zeichnete sich schon ab. Im Zeitungsbericht hieß es: „Der Ortspfarrer hielt eine deutsche Grabrede, was besonders anerkannt werden soll.“
18. November
Aus Reisach im Gailtal heißt es: „Im Nu lagen ganze Familien bis auf die letzte Person darnieder und in einzelnen Häusern konnte einer dem anderen nicht mehr helfen. Leider verliefen mehrere Fälle tödlich.“ Die Toten wurden aufgezählt. Beklagt wurde, dass während die Bauern im Krankenbett liegen, die Felder von mit der neu gebauten Eisenbahnlinie kommenden (aus der Stadt Villach) Personen geplündert werden. „Ganze Äcker wurden nachts bis auf die letzte Kartoffel abgeerntet. Nicht besser ging es den Kukuruzäckern.“ Kriegsgefangene Russen und Italiener machten sich auf den Weg in ihre Heimat.
19. November
In St. Marein ist der junge Kaplan im Alter von 24 Jahren verstorben. In Ebene Reichenau hat die Krankheit eine größere Anzahl von Personen ans Bett gefesselt. Zwei durchreisende russische Kriegsgefangene verstarben im Ort. Selbst im abgelegenen Bergdorf St. Lorenzen in der Reichenau, ca. 6 km entfernt in den Nockbergen, gibt es ab dieser Zeit den ersten Toten, ein 29-Jähriger.
24. November
Aus Radlach im Drautal wird berichtet, die Spanische Grippe, „diese Schwester oder Tochter des Krieges, scheint, gottlob im Rückgang.“ Es gab fünf Tote. Im Moment leidet man auch unter durchziehenden Kriegsrückkehrern, die stehlen und rauben.
28. November
Auch im Hochtale von Bleiberg „hat diese unheimliche Kriegeskrankheit Einzug gehalten und bereits mehrere Opfer gefordert.“
29. November
Aus Guttaring heißt es: „Fast in jedem Hause liegen ein oder mehrere Personen am Krankenbett. Erschütternd sind seine Forderungen an Todesopfern.“
In Klagenfurt sind in der zweiten Novemberhälfte mindestens 12 Personen an der Grippe gestorben. Aufgrund der schlechten Diagnosen muss man wohl auch die Toten durch Lungenentzündungen dazu zählen. Im November und Dezember gab es in der Gemeinde Obermillstatt mindestens sechs Tote. Als Todesursache verzeichnet das vom örtlichen Priester geführte Sterbebuch „Grippe, Lungenentzündung“.

### Dezember 1918
7. Dezember
Anfang Dezember „grassiert die Spanische Grippe unheimlich“ in der Gemeinde Kamp bei Wolfsberg. Fast jedes Haus ist betroffen. „Todesfälle kamen bisher gottlob erst 3 vor.“
8. Dezember
Im Bezirke Paternion liegen noch immer über 1000 Leute. „Alle Tage wird man von Sterbefällen überrascht.“ Ein Gastwirt verlor seine Frau und sieben Kinder ihre Mutter. In Meiselding brach die Seuche in der letzten Novemberwoche später aus als in den Nachbarpfarren Pisweg und St. Stephan am Krappfelde, wo sie schon länger grassierte und Todesopfer forderte. In Meiselding mussten sich in einem Haus 11 Personen zu Bette begeben. Zwei Pächterinnen starben. Nachdem es in Wieting bei St. Paul im Lavanttal längere Zeit keinen Todesfall durch die Spanische Grippe gab, sind jetzt wieder zwei jüngere Leute verstorben. In Wolfsberg gab es im November viele Sterbefälle. „Nicht weniger als 63 Tote wurden beerdigt, darunter waren 41 das Opfer dieser unheilvollen Krankheit. Dass dies einen sehr merklichen Bevölkerungsrückgang bedeutet, zeigt die geringe Zahl der Geburten in diesem Monat, nämlich 6.“
12. Dezember
Während man in den Städten schon von einem Rückgang der „Spanischen“ spricht, ist sie in   Berg im Drautal „noch in stetem Fortschreiten begriffen“. Üblicherweise sterben im Monat zwei Menschen, im November waren es aber sechs und bis zum 6. Dezember weitere zwei. Die Toten und ihre Heimathöfe sind detailliert beschrieben. Die Spanische Grippe ist auch in Sankt Lorenzen im Lesachtal in fast jedes Haus eingekehrt. Über die ersten vier Toten wird ausführlich berichtet. In den vor kurzem von Kärnten abgetrennten Gebieten, nunmehr Italien, wütet die Seuche. Ein junger Flüchtling aus dem Kanaltal ist in Villach verstorben.
Auch die vormalige österreichisch-ungarische Herrscherfamilie blieb nicht verschont. Am 10. Dezember starb der Erzherzog Franz Karl von Österreich-Toskana, Hauptmann der Pioniertruppe, 26-jährig auf Schloss Wallsee, einer Gegend, in der die Spanische Grippe seit Ende Oktober grassierte. Die Todesursache laut Sterbebuch auch bei ihm „Grippe, Lungenentzündung“.
22. Dezember
Aus Sankt Georgen am Weinberg heißt es: „Fast täglich hört man das Totenglöcklein.“ Es gibt Familien, die gleichzeitig auch von der Roten Ruhr betroffen sind.
25. Dezember
In Kötschach-Mauthen breitet sich die Grippe immer noch aus, „obgleich die schönste Witterung und keine Unterernährung vorhanden ist.“ Es gab bereits einige Tote.
28. Dezember
Die Krankheit ist auch in abgelegenen Dörfern der Nockberge voll ausgebrochen. Aus St. Oswald ob Kleinkirchheim heißt es: „Alles ist erkrankt, jung und alt, groß und klein, Lehrer und Schüler, so dass auch die Schule geschlossen werden musste.“ Ein Kind ist bereits verstorben.
Mindestens 12 Grippe-Opfer gab es im Dezember in Villach.

## 1919 – In Kärnten nur mehr Einzelfälle
Hinweise auf gehäufte Erkrankungen, die als dritte Welle gesehen werden können, gibt es in Kärnten bisher nicht. Nur Einzelfälle werden der Spanischen Grippe zugeschrieben.
Anfang Jänner 1919 wird von mehreren Todesfällen aus dem Südtiroler Sexten berichtet. „Die Spanische Grippe herrscht jetzt sehr stark hier.“
Aus Ofenpest (Budapest) heißt es, dass die Spanische Grippe wieder ausgebrochen ist. „Die Sterblichkeit ist außerordentlich groß und beträgt ungefähr 10 Prozent, während bei der letzten Grippe 1 ½ Prozent starben.“ In Tirol ist die Grippe anfangs im Frühjahr, jetzt auch im Winter aufgetreten. Besonders Südtirol ist betroffen. Eine Begleiterscheinung der Grippe ist eine „schlafsuchtartige Gehirnentzündung“. Von der „schlafenden Grippe“ wird in Kärnten aus der Gegend von Klagenfurt und St. Veit berichtet, allerdings dürfte es nicht viele Todesfälle gegeben haben.
1. April
Einen der letzten Zeitungsbericht über eine Tote während der zweiten Welle der Spanischen Grippe gibt es aus Waaben im Mölltal. Das Sterbebuch von Flattach zeigt, dass der Ort sehr lange unter der Spanischen Grippe litt. Das erste Opfer gab es zu Allerheiligen 1918, die vermutlich letzten im Oktober 1919.
22. April
Am Friedhof Annabichl in Klagenfurt stellt man fest, dass die Sterblichkeit wieder am Niveau von Friedenszeiten liegt. Die Grippe-Epidemie ist erloschen. Während es 1918 noch 2.174 Todesfälle insgesamt gab, wurden 1919 nur mehr 1.105 gezählt.